# 黎力抢银行案
黎力抢银行案，又称北京科技大学银行抢劫案，是指2009年7月12日中午12时左右，北京科技大学学生黎力在校内中国银行支行通过爆炸威胁、劫持人质等方式抢劫现金的案件。当天下午5时左右，黎力在北京市海淀区五道口附近的一家超市被北京警方抓获。
2009年11月，北京市海淀区人民检察院以涉嫌抢劫罪正式批捕黎力。12月23日，检察院以绑架罪提起公诉。
2010年4月1日，北京市海淀区人民法院开庭审理此案。8月4日，海淀法院以抢劫罪判处黎力有期徒刑十年。

## 后续
2013年12月，黎力被安排到少管所江西省启明学校担任老师助理，利用其全县高考状元的学习能力辅导少管所未成年犯学习科学文化知识。因为在豫章监狱表现良好，截止发稿时，黎力共计获得减刑一年零41天，余刑还剩3年11个月。
因为在监狱中积极改造，表现优秀，黎力最终获得减刑2年8个月，于2016年11月刑满释放。出狱后，他从原本就读的理科转到文科参加2017年高考，并以598分的成绩考入西安交通大学。

## 影响
2009年12月26日，北京市一名无业青年韩瑞杰使用类似的作案手段，以炸毁银行相威胁，并劫持一位正在办理业务的孕妇，在中国工商银行海淀区翠微路支行某分理处抢走7万元。他自称其抢银行是受本案的启发。